# Bernhard Hasslberger
Bernhard Hasslberger (ur. 30 października 1946 w Ruhpolding) – niemiecki duchowny rzymskokatolicki, biskup pomocniczy Monachium i Fryzyngi w latach 1994-2023.

## Życiorys
Święcenia kapłańskie otrzymał 25 czerwca 1977 z rąk Josepha Ratzingera. 
31 maja 1994 papież Jan Paweł II mianował go biskupem pomocniczym archidiecezji Monachium i Fryzyngi, ze stolicą tytularną Octaba. Sakry biskupiej udzielił mu kard. Friedrich Wetter. Został wikariuszem biskupim odpowiedzialnym za północną część archidiecezji.
9 kwietnia 2023 papież Franciszek przyjął jego rezygnację z urzędu biskupa pomocniczego.